# Dessewffy Aurél (országbíró)
Cserneki és tarkői gróf Dessewffy Aurél (Bűdszentmihály, 1846. január 16. – Budapest, 1928. március 28.) a Magyar Királyság utolsó országbírója, az MTA igazgatóságának tagja.

## Életpályája
Dessewffy Emilnek, az MTA tiszteleti tagjának és elnökének a fia, édesanyja báró Wenckheim Paulina volt.
Budapesten végzett jogot, majd Németországban közgazdasági tanulmányokat folytatott. 1874 és 1883 között országgyűlési képviselő volt. 1883 után a Tisza Kálmán-kormány ellenzékéhez, Apponyi Albert pártjához csatlakozott. Az Országos Magyar Gazdasági Egyesület alelnöke, majd elnöke lett. 1887-ben a Magyar Földhitelintézet elnöke lett. 1906-ban a Főrendiház elnökévé nevezte ki I. Ferenc József. Erről a tisztségéről 1910-ben lemondott és visszavonult a politikától. 1917. július 31-én IV. Károly magyar király kinevezte országbíróvá. Haláláig aktív maradt.
A forradalmak után, 1920-ban környezete biztatta, hogy magas közjogi méltóságként vegye kezébe az ország irányítását, azonban ő ezt nem vállalta el. Demokratikus választást javasolt, és még 1926-ban is csak úgy szavazta meg a Magyar   Királyság Horthy alatti jogfolytonosságát, hogy azt ideiglenesnek tekinti. Élete végén, 1927-től a felsőház tagja volt. Ugyanekkor lett tiszteletbeli elnöke (Bethlen István miniszterelnök és Csernoch János hercegprímás mellett) a megalakuló Magyar Mezőgazdasági Múzeum Barátainak Köre nevezetű egyesületnek is.
Gr.   Dessewffy  Aurél   1928-ban, 83. életévében hunyt el. Végakaratának   megfelelően   a   család bűdszentmihályi   sírkertjében   helyezték   örök nyugalomra, a temetési szertartást Kemecse kiváló szülötte, Dr. Kriston Endre celebrálta és szentelte be a koporsót. A koporsóján ez állt: „gr. Dessewffy Aurél ORSZÁGBÍRÓ.” Utódai később Dél-Amerikába költöztek, de a sírt látogatják.

## Magánélete
1869-ben feleségül vette gróf Károlyi Pálmát (1847. március 28. – 1919. április 14.). Öt gyermekük született:
- Dessewffy Mária (Rolla) Karolina (1870. szeptember 10. – 1950. január 28.)
- Dessewffy Ilona (1871. november 28. – 1945)
- Dessewffy Emil (1873. március 19. – 1935. december 18.)
- Dessewffy István (1882. február 13. – 1946)
- Dessewffy Eleonóra (1889. szeptember 2. – 1905. november 23)

## Művei
- Közlekedés ügyében tárgyalt kérdések (György Endrével, Budapest, 1881)
- A gazdakör hitelügyi bizottságának emlékirata (Schmidt Józseffel, Budapest, 1884)